# Jürgen Carle
Jürgen Carle (* 4. April 1958 in Öhringen) ist ein deutscher Kameramann.

## Leben
Jürgen Carle wuchs in Neuenstein (Hohenlohekreis) auf und studierte nach dem Schulabschluss an der Hochschule der Medien in Stuttgart. Er lebt in Baden-Baden und hat eine Tochter.
Seit 1985 ist er für den Südwestfunk (ab 1998 Südwestrundfunk) tätig, seit 1992 als Kameramann bei zahlreichen Fernsehfilmen, Dokumentarfilmen und Features. Zu seinen Arbeiten gehören Tatort- und Bloch-Episoden. Für den Tatort 1000 Tode wurde er im Jahr 2003 mit dem Deutschen Kamerapreis in der Kategorie Fernsehfilm ausgezeichnet.
2012 drehte Jürgen Carle als Regisseur und Kameramann den Kurzfilm Dietrich & Riefenstahl in Berlin zum gleichnamigen Buch von Karin Wieland; 2015 gestaltete er eine Filmfassung für die USA. 2013 drehte er als Kameramann den Fernsehfilm Ein offener Käfig (Regie: Johannes Grieser), der beim Festival des deutschen Films 2014 in Ludwigshafen den Drehbuchpreis (Holger Joos) und den Medienkulturpreis erhielt.
Für die ARD-Reihe Emma nach Mitternacht mit Katja Riemann in der Hauptrolle verantwortete Jürgen Carle die Kamera für den Pilotfilm. 2016 drehte er den Improvisationsfilm Casting von Nicolas Wackerbarth, der seine Premiere in der Reihe Forum der Berlinale 2017 hatte. Casting wurde auf dem Festival des deutschen Films 2017 mit dem Filmkunstpreis ausgezeichnet.
Seit 2004 arbeitet Jürgen Carle immer wieder als Jurymitglied in den Kategorien Kinofilm oder Fernsehfilm beim Deutschen Kamerapreis Köln e. V. mit.
Ende 2017 hat Jürgen Carle den Film Schöne heile Welt (Regie: Gernot Krää) fotografiert, der für die Goldene Kamera 2019 in der Kategorie Bester Fernsehfilm nominiert wurde.
2019 drehte Jürgen Carle den Tatort zum 30-jährigen Jubiläum von Lena Odenthal mit dem Titel Die Pfalz von oben. Neben Ulrike Folkerts spielte Ben Becker in einer Hauptrolle.
Von 2019 bis 2022 drehte Jürgen Carle immer wieder für das  Dokumentarfilmprojekt „Anne-Sophie Mutter-VIVACE“. Der Film wird sowohl im Kino wie auch in der ARD im Jahr 2023 gezeigt. Anlässlich des 60. Geburtstages der Geigerin und des Weltstars Anne-Sophie Mutter läuft der Film dann im Ersten.

## Filmografie (Auswahl)
- 1996: Bohai Bohau (Regie: Didi Danquart)
- 1996: Mit meinen Augen (Regie: Astrid Heibach)
- 1997: Kommissare Südwest – Der Verdacht (Regie: Jobst Oetzmann)
- 1998: Kommissare Südwest – Jenny (Regie: Jobst Oetzmann)
- 2000: Der Sommer mit Boiler (Regie: Anna Justice)
- 2000: Vom Küssen und vom Fliegen (Regie: Hartmut Schoen)
- 2001: Schwindelnde Höhe (Regie: Jobst Oetzmann)
- 2002: Tatort: Schrott und Totschlag (Regie: Jürgen Bretzinger)
- 2002: Tatort: 1000 Tode (Regie: Jobst Oetzmann)
- 2003: Tatort: Stiller Tod (Regie: Richard Huber)
- 2003: Tatort: Leyla (Regie: Martin Weinhart)
- 2004: Tatort: Abgezockt (Regie: Christoph Stark)
- 2005: Tatort: Am Abgrund (Regie: René Heisig)
- 2006: Tatort: Der schwedische Freund (Regie: Uli Möller)
- 2006: Wenn Du mich brauchst (Regie: Bodo Fürneisen)
- 2006: Bloch – Der Mann im Smoking (Regie: René Heisig)
- 2006: Tatort: Revanche (Regie: Johannes Grieser)
- 2006: Tatort: Unter Kontrolle (Regie: René Heisig)
- 2007: Ich bin eine Insel (Regie: Gregor Schnitzler)
- 2007: Tatort: Sterben für die Erben (Regie: Lars Montag)
- 2007: Der Kronzeuge (Regie: Johannes Grieser)
- 2008: Tatort: In eigener Sache (Regie: Elmar Fischer)
- 2008: Mama arbeitet wieder (Regie: Dietmar Klein)
- 2008: Tatort: Seenot (Regie: René Heisig)
- 2008: Tatort: Der glückliche Tod (Regie: Aelrun Goette)
- 2009: Tatort: Vermisst (Regie: Andreas Senn)
- 2009: Tatort: Im Sog des Bösen (Regie: Didi Danquart)
- 2009: Tatort: Bluthochzeit (Regie: Patrick Winczewski)
- 2010: Bloch – Verfolgt (Regie: Jan Schütte)
- 2010: Tatort: Tod auf dem Rhein (Regie: Patrick Winczewski)
- 2010: Bloch – Die Geisel (Regie: Elmar Fischer)
- 2010: Tatort: Die Unsichtbare (Regie: Johannes Grieser)
- 2011: Tatort: Grabenkämpfe (Regie: Zoltan Spirandelli)
- 2011: Vom Ende der Liebe (Regie: Till Endemann)
- 2011: Tatort: Das erste Opfer (Regie: Nicolai Rohde)
- 2012: Tatort: Schmuggler (Regie: Jürgen Bretzinger)
- 2012: Tatort: Scherbenhaufen (Regie: Johannes Grieser)
- 2012: Die Nonne und der Kommissar – Verflucht (Regie: Berno Kürten)
- 2012: Dietrich & Riefenstahl (Regie: Jürgen Carle)
- 2013: Tatort: Kaltblütig (Regie: Andreas Senn)
- 2013: Der Vollgasmann (Regie: Rainer Matsutani)
- 2013: Tatort: Spiel auf Zeit (Regie: Roland Suso Richter)
- 2013: Tatort: Freunde bis in den Tod (Regie: Nicolai Rohde)
- 2013: Tatort: Happy Birthday, Sarah (Regie: Oliver Kienle)
- 2014: In gefährlicher Nähe (Regie: Johannes Grieser)
- 2014: Ein todsicherer Plan (Regie: Roland Suso Richter)
- 2014: Ein offener Käfig (Regie: Johannes Grieser)
- 2014: Tatort: Eine Frage des Gewissens (Regie: Till Endemann)
- 2015: Tatort: Château Mort (Regie: Marc Rensing)
- 2015: Der Andi ist wieder da (Regie: Friederike Jehn)
- 2015: Tatort: Preis des Lebens (Regie: Roland Suso Richter)
- 2015: Tatort: LU (Regie: Jobst Christian Oetzmann)
- 2016: Tatort: Du gehörst mir (Regie: Roland Suso Richter)
- 2016: Emma nach Mitternacht – Der Wolf und die sieben Geiseln (Regie: Torsten C. Fischer)
- 2017: Königin der Nacht (Regie: Emily Atef)
- 2017: Casting (Regie: Nicolas Wackerbarth)
- 2017: Zur Hölle mit den Anderen (Regie: Stefan Krohmer)
- 2018: Tatort: Kopper (Regie: Roland Suso Richter)
- 2018: Schöne heile Welt (Regie: Gernot Krää)
- 2018: Tatort: Vom Himmel hoch (Regie: Thomas Bohn)
- 2019: Tatort: Hüter der Schwelle (Regie: Piotr J. Lewandowski)
- 2019: Tatort: Die Pfalz von oben (Regie: Brigitte Maria Bertele)
- 2019: Karajan – Porträt eines Maestros (Regie: Sigrid Faltin)
- 2020: Frank Lloyd Wright – Der Phönix aus der Asche (Regie: Sigrid Faltin)
- 2022: Tatort – Marlon (Regie: Isabel Braak)
- 2022: Anne-Sophie Mutter – VIVACE (Regie: Sigrid Faltin)